# Barneviertel
Das Barneviertel ist ein Wohngebiet in der niedersächsischen Stadt Wunstorf. Das Stadtviertel wurde auf der Barne, einer „heideartigen Wiesen- und Weidelandschaft“ südöstlich der Kolenfelder Straße und des Düendorfer Wegs, errichtet. Die Barne (so heute vielfach bezeichnet) entstand dort ab 1960 als „Barnestadt“. Sie ist das städteplanerisches Werk des Architekten und Städtebauers Hans Bernhard Reichow und folgt dem Konzept der „organischen Stadtlandschaft“.

## Aufbau nach dem Zweiten Weltkrieg
Mit dem Aufbaugesetz des Landes Niedersachsen von 1949 war es geboten, Teile Wunstorfs, später die ganze Stadt zum Aufbaugebiet zu erklären. Wunstorf wurde als künftige Trabantenstadt Hannovers angesehen, man erwartete sich Bundes- und Landesmittel für eine Stadterweiterung. Die großen landwirtschaftlich genutzten Flächen der Barne im Süden Wunstorfs sollten hierfür Raum bieten.
Die Stadt Wunstorf gewann den Stadtplaner Hans Bernhard Reichow für die Aufgabe der Stadterweiterung. Beteiligt war auch sein Partner Fritz Eggeling, bis Kriegsbeginn bereits Mitarbeiter von Reichow am Hochbauamt in Schwerin. Reichow hatte mit seiner Publikation Organische Stadtbaukunst. Von der Großstadt zur Stadtlandschaft von 1948 eine der theoretischen Grundlagen für den Wiederaufbau in Deutschland gelegt.

## Konzept und Realisierung

### Barneplatz
Als marktartiger Mittelpunkt des neuen Stadtviertel wurde der Barneplatz geplant. Ein Einkaufszentrum mit kurzen Wegen sollte der Versorgung der vielen Bewohner dienen. Der Komplex beherbergte eine markanten Ladenzeile. Daneben gab es zwei Supermärkte. Von den ursprünglich vertretenen Geschäften ist nur noch eine Apotheke geblieben. Der „Riegel“ am Barneplatz prägt das Gesicht des Viertels jedoch bis heute. An der Südseite des Platzes wurde nach langjähriger Diskussion nicht die geplante Kirche errichtet, sondern 1974–75 ein Gemeindezentrum der Ev.-luth. Kirchengemeinde St. Johannes, das auch die Funktion eines Gottesdiensthauses erfüllte. „Die Johanneskirche“ wurde 2012 entwidmet und 2014 abgerissen. Daneben entstand 2014–15 ein neues Diakonie- und Gemeindezentrum.

### Straßenstruktur und Verkehr: Die autogerechte Stadt
In der Barne konnte Reichow sein Konzept von der autogerechten Stadt umsetzen. Jedoch war „die starke Fokussierung auf den zunehmenden Straßenverkehr […] kein Selbstzweck, das Ziel war vielmehr die Schaffung idealer Lebensverhältnisse für die Bewohner.“ Der Autoverkehr sollte organisch fließen, um Lärm, Unfallgefahren etc. zu verringern. An Stelle von Straßenkreuzungen mit unfallträchtigen Spurüberschneidungen gibt es sogenannte Straßeneinfädelungen mit dem Krümmungsradius einer sanft einschwingenden Kurve. Nebenstraßen und Hauptverkehrsader sind an der unterschiedlichen Straßenbreite erkennbar.

### Wohnen und Lernen
Bauträger waren der Wunstorfer Bauverein und die Niedersächsische Heimstätte mit zunächst je 85 Wohneinheiten und die Bau-Treuhand mit 30 Wohneinheiten. In 15-jähriger Bauzeit wurde der neue Stadtteil mit seiner nach Süden hin fächerförmigen Anlage geschaffen. Dabei wird auch von manchen Missstimmungen zwischen Reichow und den Verwaltungs- und Baubehörden sowie heftigen Diskussionen um die geplanten Hochhäuser berichtet. Der neu geschaffene Wohnraum für Tausende von Neubürgern musste um die notwendige Bildungsinfrastruktur ergänzt werden. Die Albert-Schweitzer-Schule (Grundschule) und die Otto-Hahn-Schule (Haupt- und Realschule) wurden errichtet. Dazu gehört auch die Paul-Moor-Schule (Förderschwerpunkt Geistige Entwicklung).

## Neugestaltung des Barneplatzes
Der Barneplatz war in die Jahre gekommen. Eine Neugestaltung wurde geplant und ab Mai 2016 durch eine intensive Beteiligung der Öffentlichkeit begleitet.
Im Juni 2020 hatte der Ortsrat Wunstorf den Vorschlag der Verwaltung für den Ausbau gebilligt. Die Maßnahme wird in vier Bauabschnitten mit bezifferten Kosten von 2,45 Mio. € realisiert. Der in Aussicht genommene Zeitrahmen der gesamten Baumaßnahme bis 2023/2024 war zu Beginn der Arbeiten (Bauabschnitt 1a; Parkplatz An der Johanniskirche) im August 2021 bereits deutlich im Verzug. Am 1. November 2022 wurden die Arbeiten am eigentlichen Barneplatz (Bauabschnitt 1b; Barneplatz bis an die Barnestraße) begonnen und bis Mitte 2024 abgeschlossen. Am 26. August 2023 war der neue Barneplatz bereits eingeweiht worden. Die Straße am Platz wurde am 21. Dezember 2023 für den Verkehr wieder freigegeben. Der Bau eines Kreisels (Bauabschnitt 3) an der Zufahrt zum Barneviertel begann im Juni 2024. Vor allem wegen Komplikationen bei vorgelagerten notwendigen Arbeiten am Niederschlagswasserkanal und verschiedenen Versorgungsleitungen in diesem Bereich dauerte die Herstellung des Kreisels deutlich länger als geplant. Am 17. August 2025 wurde er für den Verkehr freigegeben.

## Verkehrswende
Auf die autogerechte Stadt soll die autoarme Stadt folgen. Die Region Hannover will in den nächsten 12 Jahren den Autoverkehr halbieren: weniger Auto, mehr ÖPNV und Radverkehr. Wie das gelingen kann, gibt der Verkehrsentwicklungsplan (VEP) 2023+ vor. Die Regionsverwaltung ist im Rahmen der politischen Vorberatungen an die Stadt Wunstorf herangetreten, um sie Teil der Verkehrswendemaßnahmen in der Region werden zu lassen. Wunstorfs Stadtverwaltung und Politik stehen dem Projekt überwiegend positiv gegenüber. Die Verwaltung befürchtet einen künftigen Verkehrskollaps in der Barnestraße, „weil sie jetzt schon eine Katastrophe ist“. Beratungen sind aufgenommen worden, und ein Gutachten für die Umsetzung soll erstellt werden.